# Cezlak
Cezlak este o localitate din comuna Slovenska Bistrica, Slovenia, cu o populație de 48 de locuitori.